# São João do Triunfo
São João do Triunfo este un oraș în Paraná (PR), Brazilia.